# Rytíř českého lékařského stavu

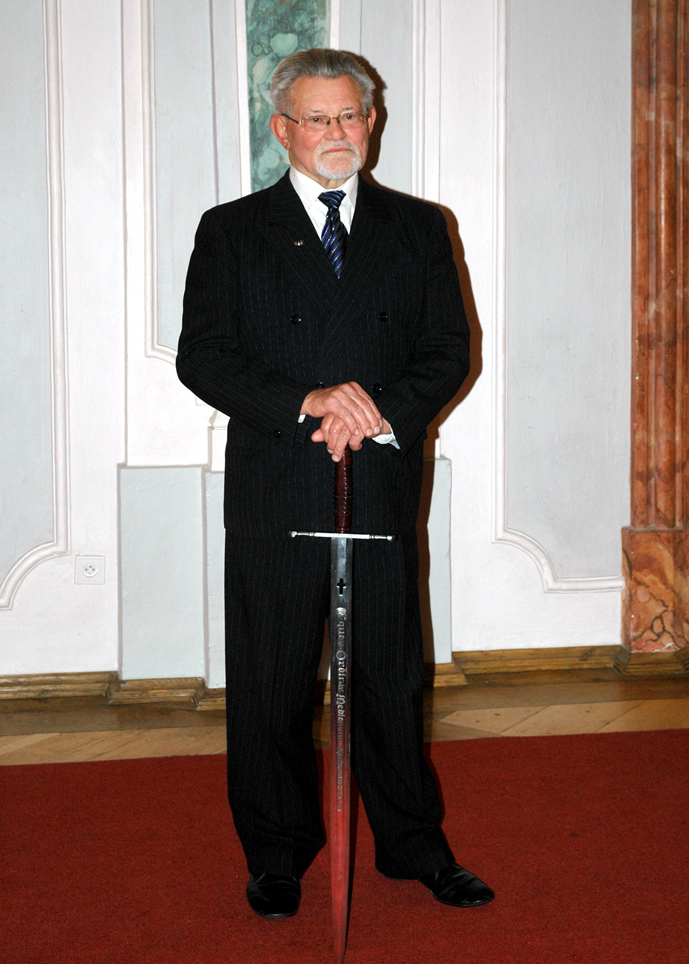
Profesor Jiří Heřt pasován na Rytíře lékařského stavu, 24. března 2013

Rytíř českého lékařského stavu (latinsky: Eques ordinis medicorum bohemicorum) je čestné ocenění, které uděluje od roku 1996 Česká lékařská komora osobnostem, které se zasloužily o rozvoj českého lékařství, humanismu, vykonaly jiný významný občanský čin nebo projevily významný občanský postoj.

## Iniciátor ocenění
Iniciátorem udělování tohoto čestného titulu byl MUDr. Jiří Jedlička, jeden ze šesti zakladatelů České lékařské komory po sametové revoluci v roce 1989.

## Charakteristika
Navrhovat kandidáty smí všichni lékaři České republiky. Držitelem může být jen lékař. Pasovat na rytíře lze jen jednoho oceněného za období jednoho roku. Dochází k tomu při slavnostním shromáždění nebo následném sjezdu lékařské komory.

## Rytíři českého lékařského stavu
| Rok  | laureát                                    | obor                                           | zdroj         |
| ---- | ------------------------------------------ | ---------------------------------------------- | ------------- |
| 1996 | prof. MUDr. Antonín Fingerland, CSc.       | patologie                                      | [ 2 ]         |
| 1996 | prof. MUDr. Jiří Syllaba, CSc.             | diabetologie                                   | [ 2 ]         |
| 1996 | prof. MUDr. Miloš Štejfa, DrSc.            | kardiologie                                    | [ 2 ]         |
| 1996 | brig. gen. v v. MUDr. Josef Hercz          | chirurgie                                      | [ 2 ]         |
| 1997 | prof. MUDr. Josef Marek, DrSc.             | endokrinologie                                 | [ 2 ]         |
| 1998 | prof. MUDr. Václav Vojtěch Tošovský, DrSc. | pediatrie                                      | [ 2 ]         |
| 1999 | —                                          | —                                              | [ 3 ]         |
| 2000 | prof. MUDr. Bohuslav Niederle, DrSc.       | chirurgie                                      | [ 2 ]         |
| 2001 | prof. MUDr. Zdeněk Mařatka, DrSc.          | gastroenterologie                              | [ 2 ]         |
| 2002 | plk. v v. MUDr. Karel Macháček             | praktické lékařství                            | [ 2 ]         |
| 2003 | doc. MUDr. Zdeněk Ježek, DrSc.             | epidemiologie                                  | [ 2 ]         |
| 2004 | prof. MUDr. Radana Königová, CSc.          | popáleninová medicína                          | [ 2 ]         |
| 2005 | prof. MUDr. Ota Gregor, DrSc.              | psychosomatika                                 | [ 2 ]         |
| 2006 | prof. MUDr. Ctirad John, DrSc.             | mikrobiologie , imunologie                     | [ 2 ]         |
| 2007 | prof. MUDr. Ivan Karel, DrSc.              | oftalmologie                                   | [ 2 ]         |
| 2008 | prof. MUDr. Jaroslav Blahoš, DrSc.         | osteologie , endokrinologie                    | [ 2 ]         |
| 2009 | prof. MUDr. Václav Špičák, CSc.            | alergologie                                    | [ 4 ]         |
| 2010 | MUDr. Hugo Engelhart                       | praktické lékařství                            | [ 5 ]         |
| 2011 | MUDr. Jiří Jedlička                        | pneumologie                                    | [ 6 ]         |
| 2012 | prof. MUDr. Karel Křepela, CSc.            | pediatrie                                      | [ 7 ]         |
| 2013 | prof. MUDr. Jiří Heřt, DrSc.               | anatomie, osteologie                           | [ 8 ]         |
| 2014 | prof. MUDr. Roman Čerbák, CSc.             | kardiologie                                    | [ 9 ]         |
| 2015 | MUDr. Jaroslava Vladyková, DrSc.           | oftalmologie                                   | [ 10 ]        |
| 2016 | prof. MUDr. Pavel Pafko, DrSc.             | břišní a hrudní chirurgie                      | [ 11 ] [ 12 ] |
| 2017 | žádný kandidát nezvolen                    | —                                              | [ 13 ]        |
| 2018 | MUDr. František Koukolík, DrSc.            | neuropatologie                                 | [ 14 ]        |
| 2019 | prof. MUDr. Vladimír Král, CSc.            | chirurgie                                      | [ 15 ]        |
| 2019 | doc. MUDr. Jarmila Drábková, CSc.          | anesteziologie                                 | [ 16 ]        |
| 2020 | MUDr. Marie Svatošová                      | praktické lékařství, hospicová paliativní péče | [ 3 ]         |
| 2021 | doc. MUDr. Karel Havlíček, CSc.            | chirurgie                                      | [ 17 ]        |
| 2022 | prof. MUDr. Richard Škába, CSc.            | dětská chirurgie                               | [ 18 ]        |
| 2023 | prof. MUDr. Josef Dvořák, DrSc.            | chirurgie                                      | [ 19 ]        |